# 新手駕駛標誌
新手駕駛標誌，又稱為「嫩葉標誌」（若葉マーク）、「新手標誌」（初心者マーク），是日本《道路交通法》所規定的標誌之一，形狀類似箭尾端的羽毛，右邊是綠色、左邊是黃色。此標誌在1972年啟用。
這些標誌和相關法規原意是保障新手與其他道路使用者的權益。

## 法律規定
根據日本《道路交通法》第71條之五的第一項規定，駕駛人在初取得「第一類普通汽車」（普通自動車一種）的駕駛執照之後，必需在車輛前後高度40至120公分的範圍內，貼上此標誌，至少一年。未貼此標誌者若遭查獲，會遭違規記點的處分。此規定的目的在於保護道路駕駛經驗尚不足的新手駕駛及其周圍的車輛，降低交通事故。但並未明文規定一年後是否仍可貼此標誌。

## 其他
此標誌有貼紙式及磁鐵式兩種，大多數駕訓班會贈送此標誌給畢業的學員做為紀念。在台灣曾流行貼上印有「新手上路，請多包涵」的貼紙，不過法律並未明文規定需貼此貼紙。